# Усть-Язьвинское сельское поселение
Усть-Язьвинское се́льское поселе́ние — муниципальное образование в Красновишерском районе Пермского края Российской Федерации.
Административный центр — посёлок Усть-Язьва.

## История
Статус и границы сельского поселения установлены Законом Пермской области от 10 ноября 2004 года № 1755-362 «Об утверждении границ и о наделении статусом муниципальных образований Красновишерского района Пермского края»

## Население
| 2010  | 2012  | 2013  | 2014  | 2015  | 2016  | 2017  |
| ----- | ----- | ----- | ----- | ----- | ----- | ----- |
| 1694  | ↘1522 | ↘1360 | ↗1394 | ↘1342 | ↘1324 | ↘1288 |
| 2018  | 2019  |       |       |       |       |       |
| ↘1276 | ↘1223 |       |       |       |       |       |

## Состав сельского поселения
| № | Населённый пункт  | Тип населённого пункта          | Население |
| - | ----------------- | ------------------------------- | --------- |
| 1 | Березовая Старица | посёлок                         | 168       |
| 2 | Булатово          | посёлок                         | 522       |
| 3 | Губдор            | село                            | 71        |
| 4 | Данилов Луг       | посёлок                         | 228       |
| 5 | Котомыш           | посёлок                         | 5         |
| 6 | Нижняя Язьва      | деревня                         | 69        |
| 7 | Ратегова          | деревня                         | 2         |
| 8 | Усть-Язьва        | посёлок, административный центр | 564       |
| 9 | Федорцова         | деревня                         | 65        |